# Uranophora sanguicincta
Uranophora sanguicincta là một loài bướm đêm thuộc phân họ Arctiinae, họ Erebidae.